# Turón
Turón és un municipi situat en la part sud-oriental de la Alpujarra Granadina (província de Granada), a uns 148 km de la capital provincial. Aquesta localitat limita amb els municipis granadins de Murtas i Albuñol i amb els municipis almeriencs d'Alcolea, Berja i Adra.

## Història
L'inici de Turón com a nucli de població es remunta a l'època de l'Imperi Romà, quan es coneixia pel nom de "Turobriga" i eren explotades les seves mines de plom avui abandonades. Durant l'ocupació islàmica va pertànyer a la taha del Gran Cehel i va viure un temps de tranquil·litat i prosperitat a l'abric dels turons que envolten el nucli urbà i que li proporcionen certa seguretat a més d'un clima més benigne que el de la resta de la comarca. Com tota la zona, va donar als moriscs durant la revolta mudèjar i en ser aquests derrotats i expulsats es va quedar pràcticament deshabitat, pel que va ser repoblat amb colons d'altres regnes d'Espanya.